# Notre-Dame de la Route

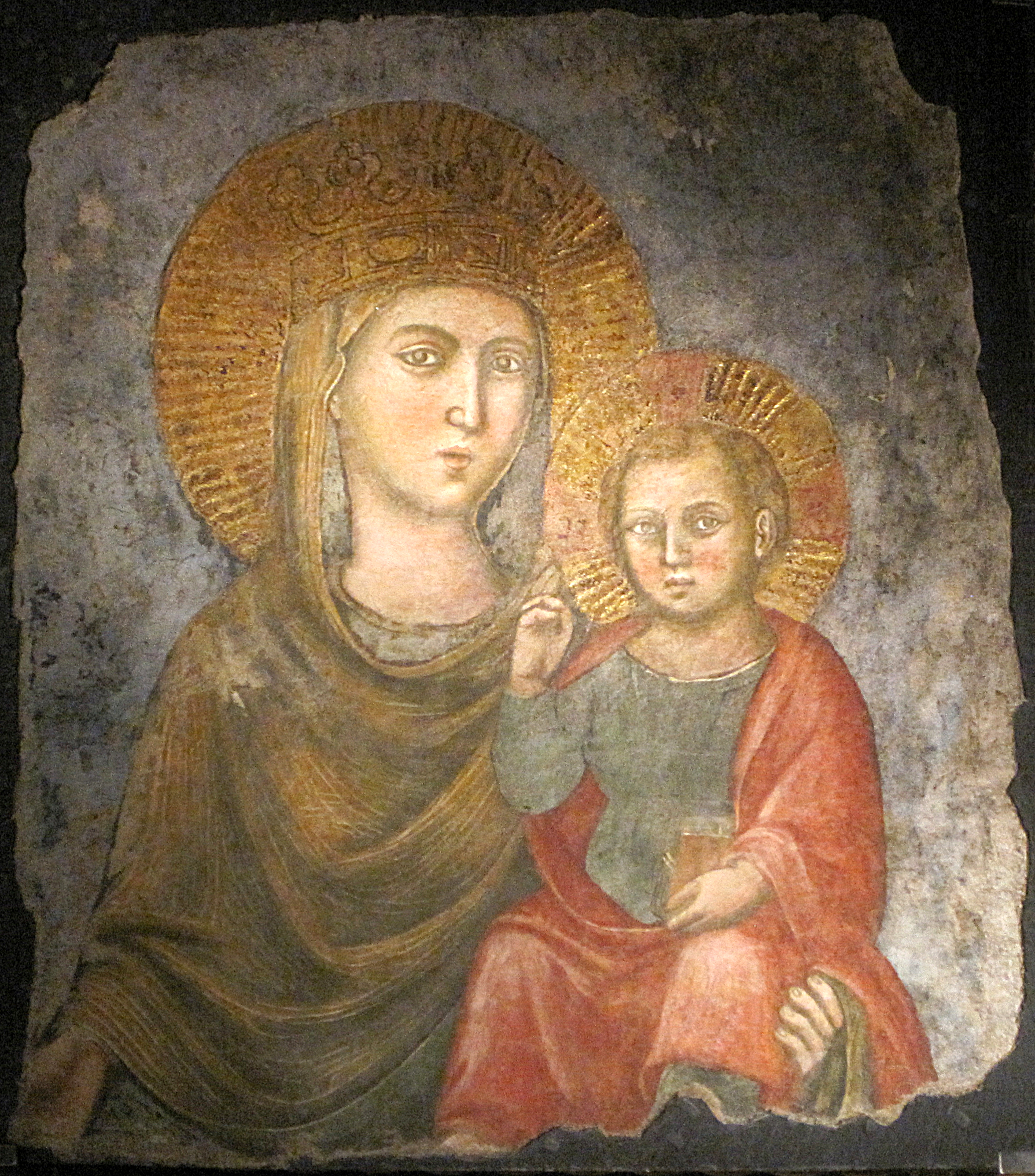
Fresque de Notre-Dame de la Route, église de Jésus, Rome.

Notre-Dame de la Route (en italien : Madonna della Strada) est une représentation de la Vierge Marie avec l'Enfant Jésus (une Madone) se trouvant dans la chapelle latérale gauche de l’église du Saint-Nom-de-Jésus, à Rome. Datant du début du XIVe siècle, la fresque était vénérée dans l’église Santa Maria della Strada qui fut démolie pour faire place à la nouvelle et grande église de Jésus. Provenant de la toute première église confiée à la Compagnie de Jésus, elle est tenue en particulière vénération par les Jésuites. 

## Histoire
En 425, la famille Astalli a érigé un sanctuaire à la Vierge Marie dans le septième arrondissement de l'ancienne ville de Rome. La Madone de ce sanctuaire était parfois appelée la Madonne de la famille Astalli (Madonna degli Astalli). Cette icône sera plus tard appelée la Madonne de la Route (Madonna della Strada) indiquant ainsi aux fidèles que la Vierge Marie les accompagne dans leurs vies et jusqu'à son fils Jésus. 
L'image originale de cette Madone de la bonne Route est un produit anonyme de l'école romaine de peinture, très répandue au tournant des XIIIe et XIVe siècles.
Pietro Codacio est déjà prêtre depuis sept ans lorsqu’il est admis dans la Compagnie de Jésus en 1539. Il est le premier Italien de ce groupe de « prêtres réformés » dont l’existence canonique ne sera approuvée que l’année suivante, en 1540. Parmi les biens propres auxquels il doit renoncer en raison de son vœu de pauvreté, se trouve l’église Santa Maria della Strada, avec ses revenus.  
À sa demande, le pape Paul III transfère la petite église et ses revenus (à utiliser pour sa gestion et entretien) à la Compagnie de Jésus. C’est la toute première église des Jésuites qui y exercent leur ministère spirituel. Juan de Polanco décrit l'église comme « étroite, humide et délabrée ». Elle n'en est pas moins fort fréquentée.   
Lorsque l’église est démolie pour faire place à la grande et somptueuse église del Gesù, dont les travaux commencent en 1568, l’image de Notre-Dame de la Route est transférée dans la chapelle latérale se trouvant à la gauche du sanctuaire principal consacré au « Très Saint Nom de Jésus ». 
Saint Ignace et ses premiers compagnons ont professé une grande dévotion à cette image : les saints François Xavier, apôtre de l'Orient ; Pierre Favre , premier compagnon d'Ignace, homme de bien et missionnaire en Europe ; Pierre Canisius, auteur d'un catéchisme et fondateur de collèges en Allemagne ; Stanislas Kostka, novice envoyé par Canisius à Rome, qui fut reçu par  François Borgia, et Philippe Néri.  
L’image a été rénovée en 2006 qui, débarrassée des ajouts anachroniques, a retrouvé ses couleurs initiales.

## Vénération

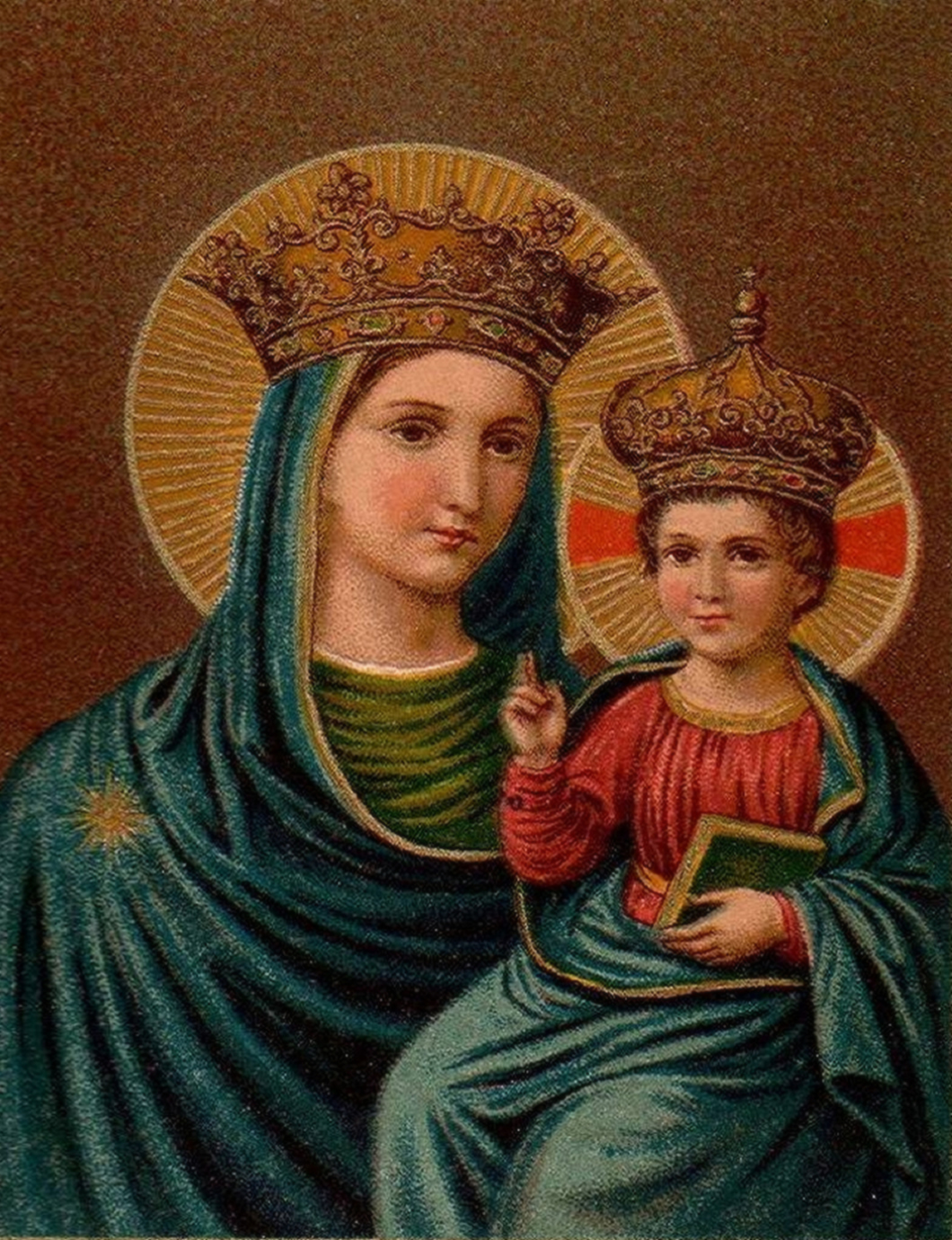
Notre-Dame de la Route d'après le tableau de Pio Bottoni, lui-même s'inspirant de la fresque initiale.

Comme provenant de leur première église à Rome, l’image de Notre-Dame de la Route fut toujours tenue en grande vénération par les Jésuites, qui en ont fait leur sainte patronne, souvent invoquée lorsqu’ils sont eux-mêmes sur la route. Aux XVIIe et XVIIIe siècles, avant la suppression de la Compagnie de Jésus, nombreux furent les jésuites qui firent leur profession religieuse définitive devant l'image. 
En 1908, les jésuites de la province de Turin ont commandé un tableau au peintre Pio Bottoni pour effectuer une copie de la fresque conservée à Rome. D'abord placé au noviciat jésuite de Coni, puis à celui de Veillane, et à San Mauro Torinese, il a finalement atteint sa destination finale en l'église de Jésus  à Gênes.
La diffusion de la dévotion à Notre-Dame de la Route s'est étendue à d'autres pays. Une chapelle lui est dédiée à l'université Loyola de Chicago, ainsi qu'à l'université jésuite de Scranton (Pennsylvanie), et à l'université Marquette de Milwaukee (Wisconsin). En France, il y a la chapelle Notre-Dame-de-la-Route à Asnières-sur-Seine. La Société de Notre-Dame du Chemin est un institut séculier international de droit pontifical, décrété comme tel en 1953, et basé à Vienne, en Autriche, qui suit la spiritualité de saint Ignace de Loyola dans la vie quotidienne. Au Mexique, à Guadalajara (Jalisco), il existe une paroisse en son honneur.
Notre-Dame de la Route conduisant au Christ, elle se fait aussi guide sur le chemin des Exercices spirituels, comme sur celui des missions catholiques, et celui au service des plus pauvres et des plus malchanceux.
Notre-Dame de la Route est liturgiquement fêtée le 24 mai en tant que patronne de la Compagnie de Jésus. La Vierge Marie en tant que Mère des Jésuites est fêtée le 22 avril.